# Caroline Shaw
Caroline Adelaide Shaw (Greenville, 1º agosto 1982) è una compositrice statunitense di musica classica contemporanea, violinista e cantante.
È nota per aver vinto il Premio Pulitzer per la musica nel 2013 con il suo pezzo a cappella Partita for 8 Voices e per aver ricevuto il Grammy Award per la Miglior Composizione Classica Contemporanea nel 2022 per Narrow Sea.

## Biografia
Fin da piccola, Shaw ha mostrato un forte interesse per la musica, iniziando a suonare il violino all'età di due anni sotto la guida della madre, violinista e cantante. Ha iniziato a comporre musica a dieci anni, ispirandosi alle opere di Mozart e Brahms. Ha conseguito il Bachelor of Music in esecuzione violinistica presso la Rice University nel 2004 e un master in violino alla Yale University nel 2007. Nel 2010, ha intrapreso un dottorato in composizione alla Princeton University.

## Carriera
Nel 2013, all'età di 30 anni, Shaw è diventata la più giovane vincitrice del Premio Pulitzer per la musica con Partita for 8 Voices, un'opera che combina discorsi, sussurri, sospiri e melodie senza parole, eseguita dall'ensemble vocale Roomful of Teeth. Oltre alla composizione, Shaw è un'artista versatile: suona il violino con l'American Contemporary Music Ensemble (ACME) e canta con Roomful of Teeth. Ha collaborato con vari gruppi e artisti, tra cui il Trinity Wall Street Choir, Alarm Will Sound e Attacca Quartet.

## Opere selezionate
- Partita for 8 Voices (2009–2011): un ciclo di quattro movimenti ispirati alle danze barocche.
- By and By (2010): per quartetto d'archi e voce.
- Its Motion Keeps (2013): per coro di voci bianche e viola o violoncello.
- Music in Common Time (2014): per coro e archi.
- Narrow Sea (2020): un ciclo di canzoni che le è valso il Grammy Award nel 2022.

## Discografia selezionata
- Roomful of Teeth (2012): include Partita for 8 Voices.
- Narrow Sea (2020): con Sō Percussion, Dawn Upshaw e Gilbert Kalish.
- Let the Soil Play Its Simple Part (2021): album solista in collaborazione con Sō Percussion.